# Museo alpino Duca degli Abruzzi
Il Museo alpino Duca degli Abruzzi (in francese, Musée alpin « Duc des Abruzzes »), talvolta indicato come museo delle Guide, è un museo di Courmayeur.
Il museo si trova nella Casa delle Guide, sede della rinomata Società delle Guide Alpine di Courmayeur, associazione di guide alpine costituitasi nel 1850 e di fatto la più antica associazione di guide alpine in Italia e la seconda a livello mondiale. Il museo ripercorre la storia e gli sviluppi del mestiere di guida alpina dagli esordi fino ai giorni nostri attraverso foto, cimeli e documenti d'epoca.

## Storia
Il museo è creato per volere di Luigi Amedeo di Savoia-Aosta, Duca degli Abruzzi, esploratore e alpinista, ed inaugurato nel 1929. Nel 1950, in occasione dei 150 anni di attività della Società delle Guide Alpine, l'allestimento del museo viene rinnovato.

## Il museo
Il museo presenta numerose sezioni tematiche fruibili indipendentemente.
Il piano terra è dedicato agli esordi della professione, con una presentazione delle guides à mulets (in italiano guide con muli) che agli albori dell'alpinismo accompagnavano i primi avventurieri d'oltremanica, gli studiosi e i membri di Casa Savoia in quota.
Al primo piano si trova una raccolta di fotografie di Vittorio Sella dei primi decenni del Novecento sul tema della montagna, vari libri di vetta e taccuini delle guide.
Le esplorazioni in Alaska, in India, in Africa, sul K2 e al Polo Nord, compiute dal Duca degli Abruzzi insieme alle guide di Courmayeur, sono testimoniate nel museo: sono presenti le attrezzature utilizzate per raggiungere la Baia di Teplitz all'86° N di latitudine, massima latitudine raggiunta all'epoca, o ancora cimeli africani recuperati durante la missione in Africa.
Tra le altre esplorazioni presentate si annoverano anche quelle sull'Himalaya o sullo Yosemite, o ancora la spedizione allo Spitzbergen nel 1904, con gli stivali della regina Margherita, alpinista appassionata, esposti come cimelio.
Un plastico del Monte Bianco, in scala 1:10.000 opera del pittore Alessio Nebbia, troneggia al centro di una sala e ne rivela la morfologia. In un'altra sala, il plastico del K2 realizzato da Mario Fantin commemora l'alpinista ivi deceduto Mario Puchoz.
La mostra «Bimbi, bauli e balocchi» presenta i giocattoli della collezione Cravetto legati agli sport invernali e ricordi degli anni d'oro di Courmayeur.
L'innovativa imbragatura della guida Arturo Ottoz dialoga con la parete dedicata all'evoluzione delle piccozze, dei ramponi e degli scarponi e con le attrezzature del pioniere dello sci alpinismo Toni Gobbi.
Per arricchire la presentazione museale della storia dei bivacchi, il bivacco di Fréboudze, che era stato installato nel 1925 a 2.360 m s.l.m. nel massiccio del Monte Bianco e poi dismesso alla costruzione del bivacco Giusto Gervasutti, è stato reinstallato nel museo.
Uno spazio del museo è dedicato all'attività del Soccorso Alpino.

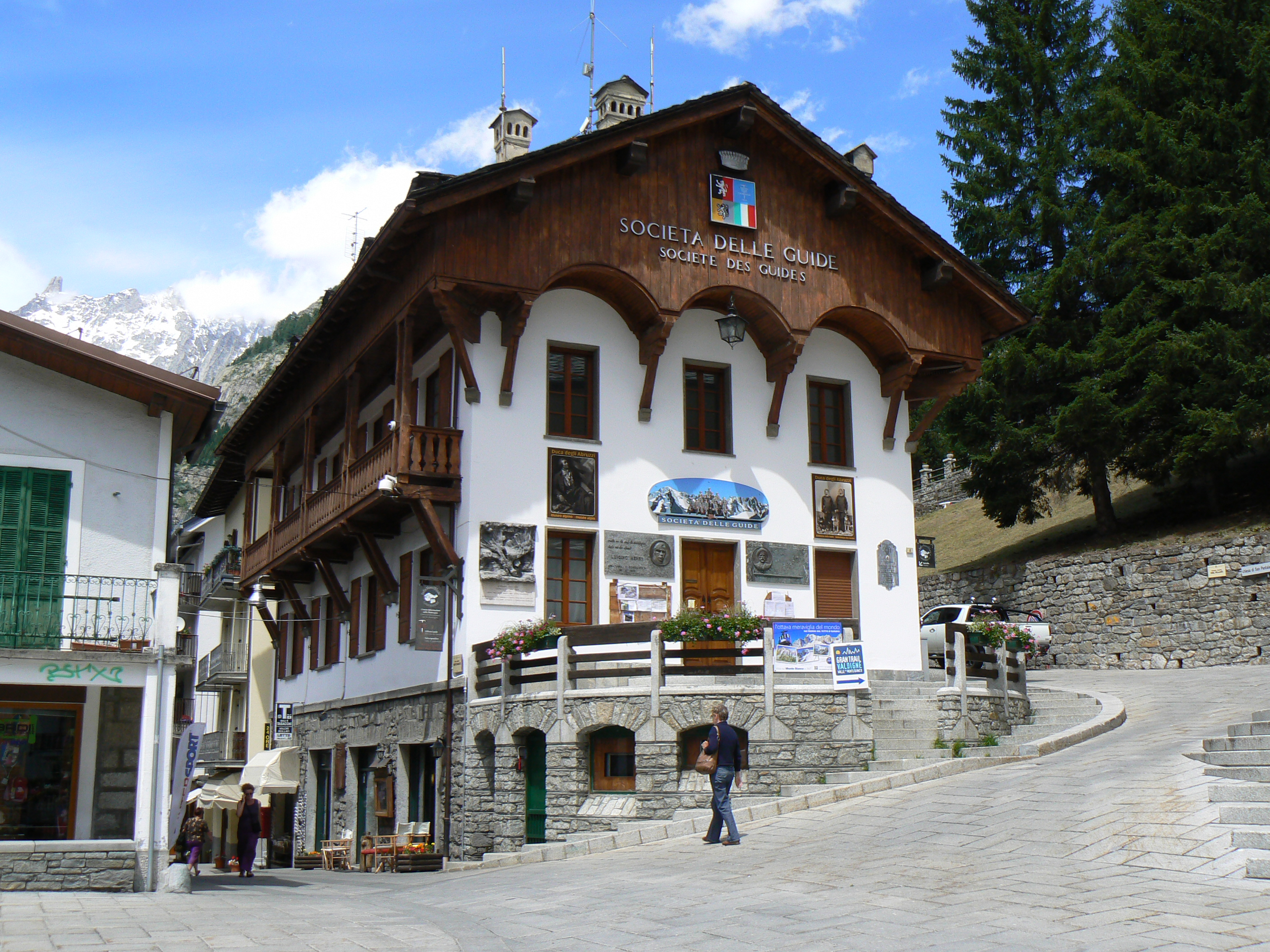
La Casa delle Guide.
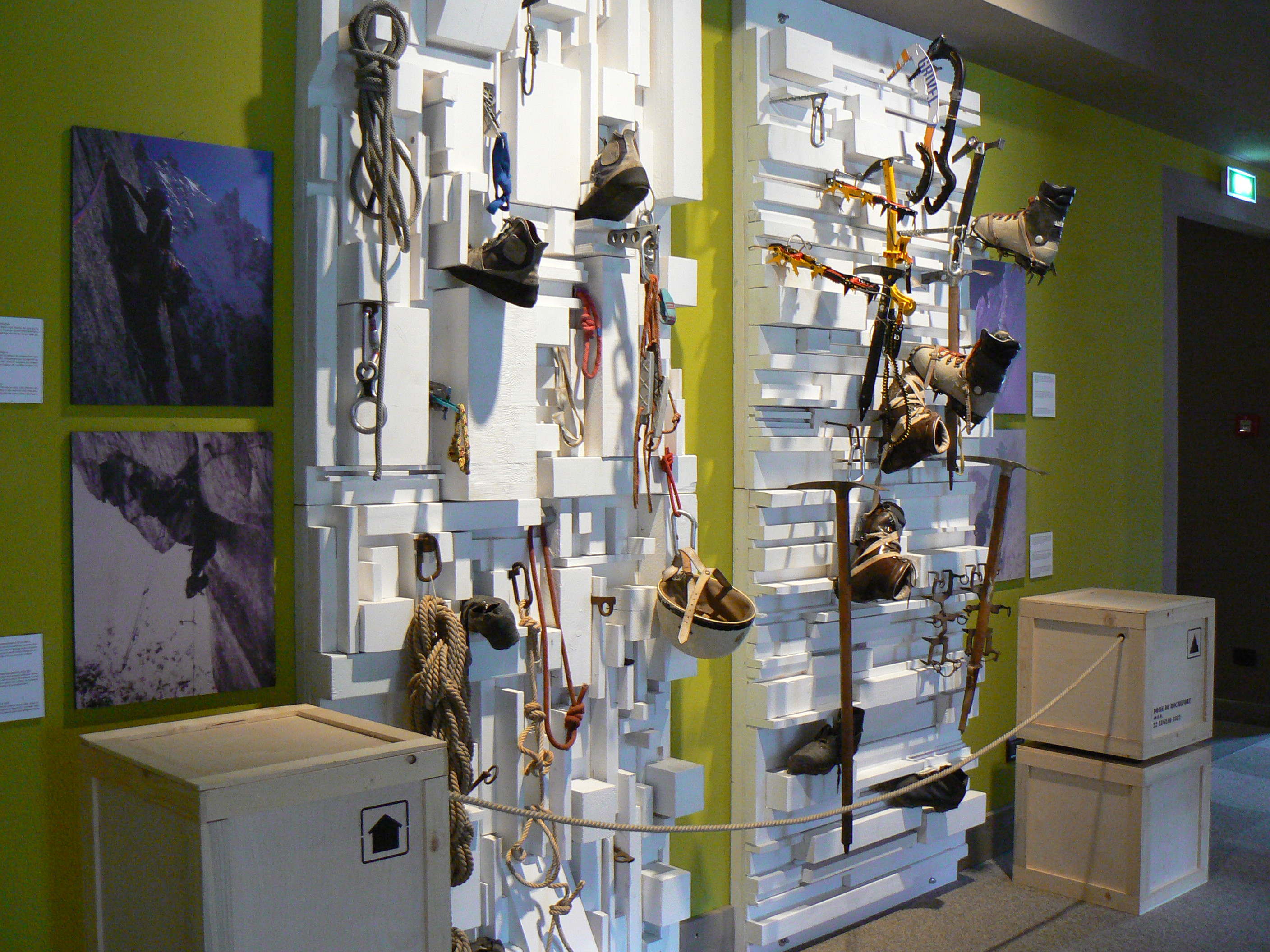
Esposizione di piccozze, scarponi e ramponi.
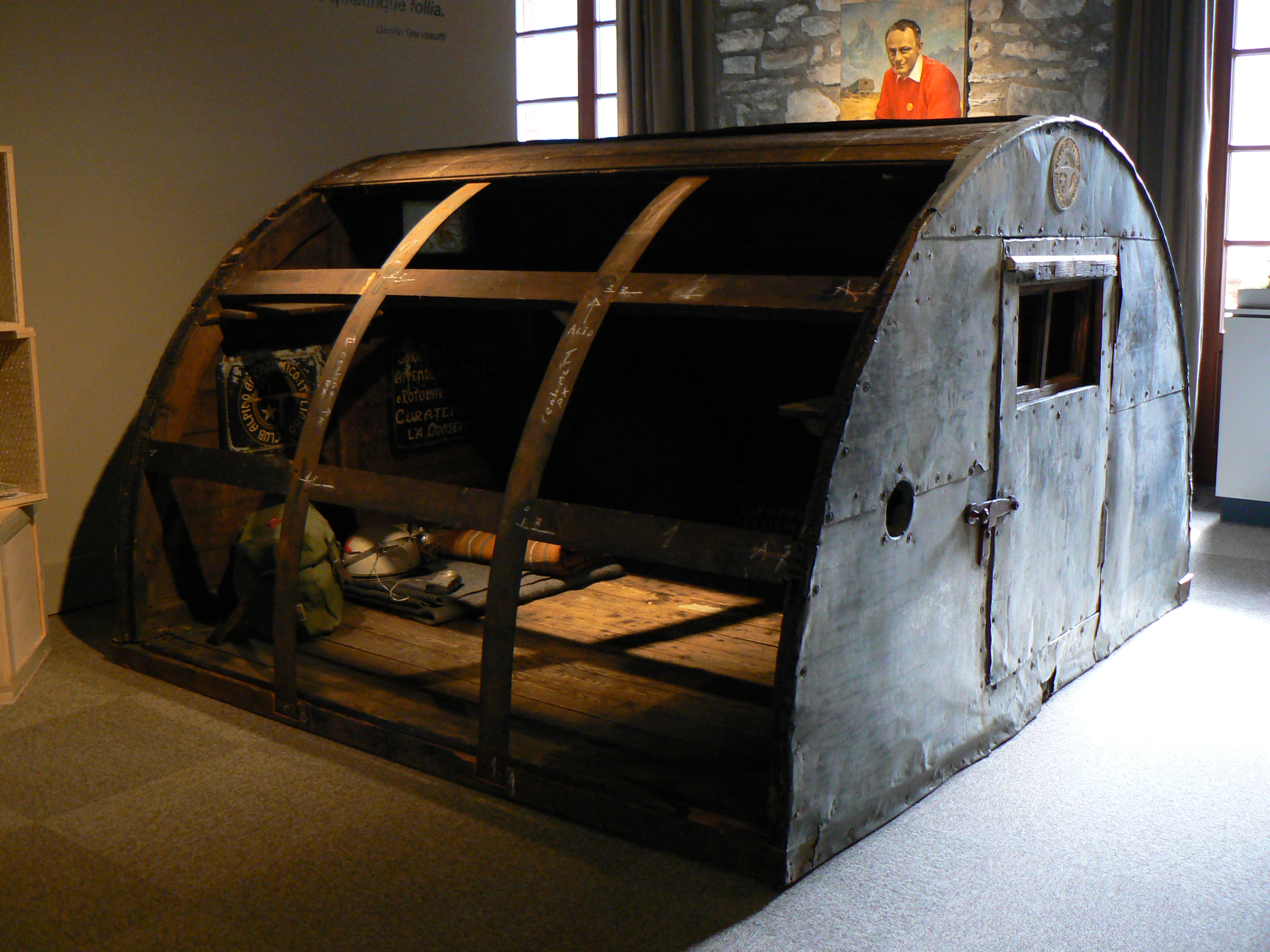
Il bivacco di Fréboudze.
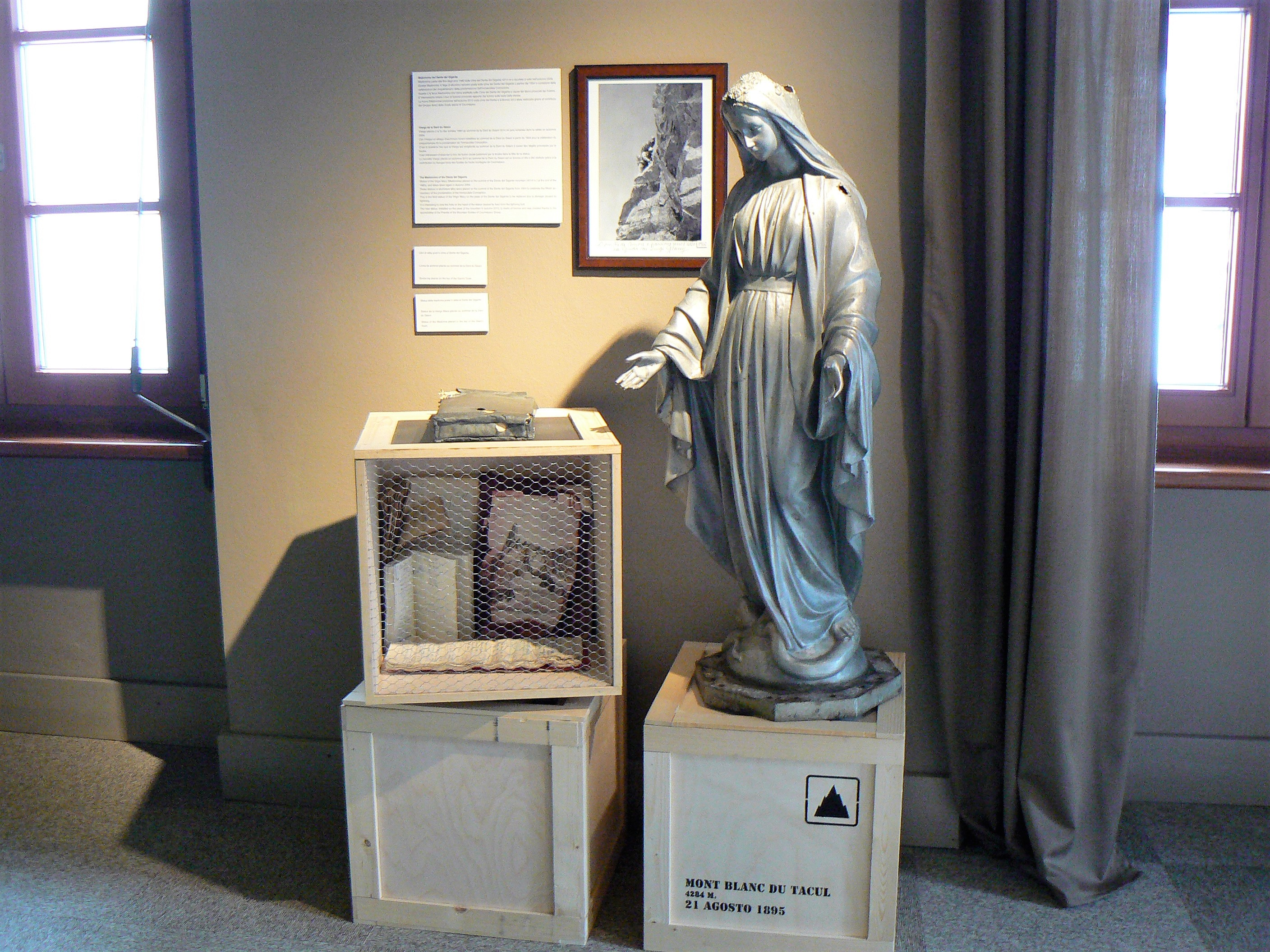
Statua della Madonna del Mont Blanc du Tacul, colpita dal fulmine.
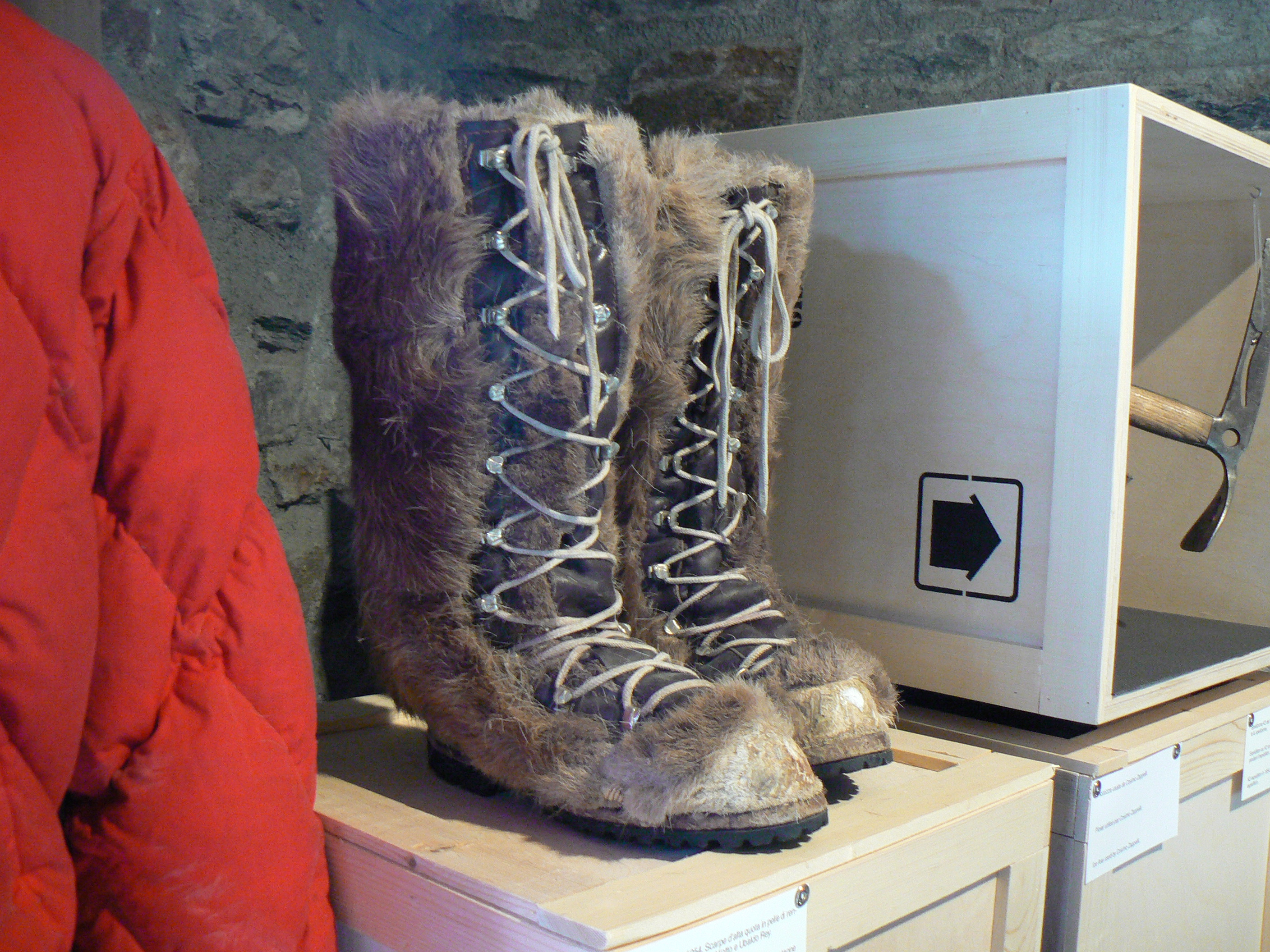
Scarpe d'alta quota in pelle di renna usate durante la Spedizione al K2 del 1954 dalle guide Sergio Viotto e Ubaldo Rey.